# Frankenie
Frankenie (Frankenia) je jediný rod čeledi frankeniovité (Frankeniaceae) vyšších dvouděložných rostlin. Jsou to slanomilné keře s drobnými tuhými listy a drobnými, čtyřčetnými nebo pětičetnými pravidelnými květy. Rod zahrnuje asi 90 druhů a vyskytuje se roztroušeně na všech kontinentech. Největší druhové bohatství je v Austrálii. Několik druhů roste i v jižní Evropě. V České republice se frankenie nevyskytují.

## Popis
Frankenie jsou keře a polokeře s nevelkými vstřícnými jednoduchými listy. Listy jsou tuhé, celokrajné, podvinuté, většinou řapíkaté, jen u některých zástupců přisedlé. Báze řapíků, případně báze protistojných listů jsou spojeny blanitou pochvou. Na stoncích, listech a kališních lístcích jsou solné žlázky. Odění je tvořeno jednoduchými chlupy.
Květy jsou pravidelné, čtyř- až pětičetné, jednotlivé nebo v úžlabních či vrcholových vidlanech. Kalich je trubkovitý nebo zvonkovitý. Korunní lístky jsou volné, bílé, růžové nebo růžovofialové. Na bázi korunních lístků je jazykovitý nebo šupinovitý přívěsek. Tyčinek je 3 až 6 (až 8), často jsou oranžovočerveně zbarvené. Semeník je svrchní, srostlý ze 3 plodolistů, s jedinou komůrkou. Čnělka je jediná, nitkovitá, se 3 větvemi nebo řidčeji nevětvená. Plodem je lokulicidní tobolka, obklopená vytrvalým kalichem.

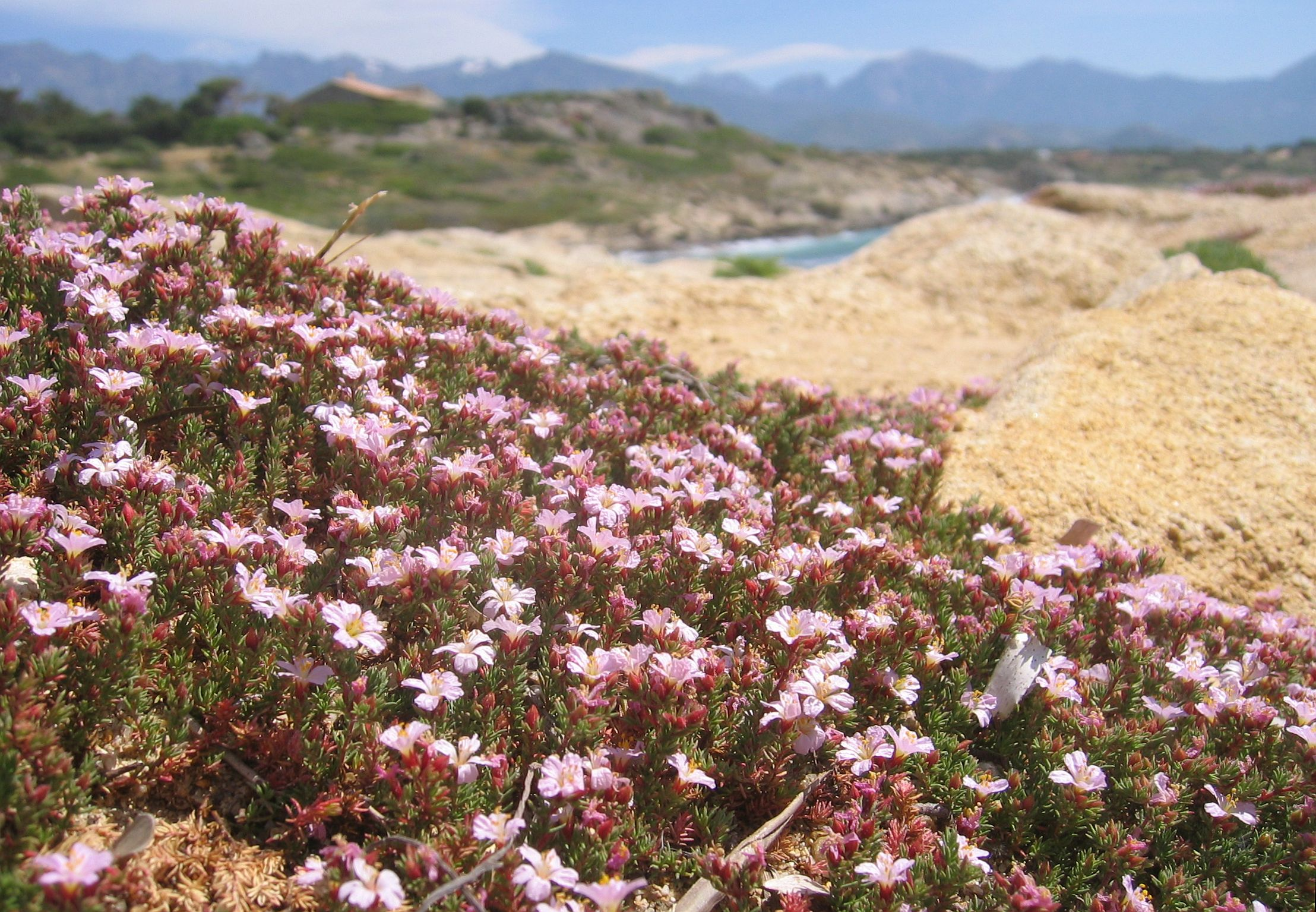
Frankenia laevis
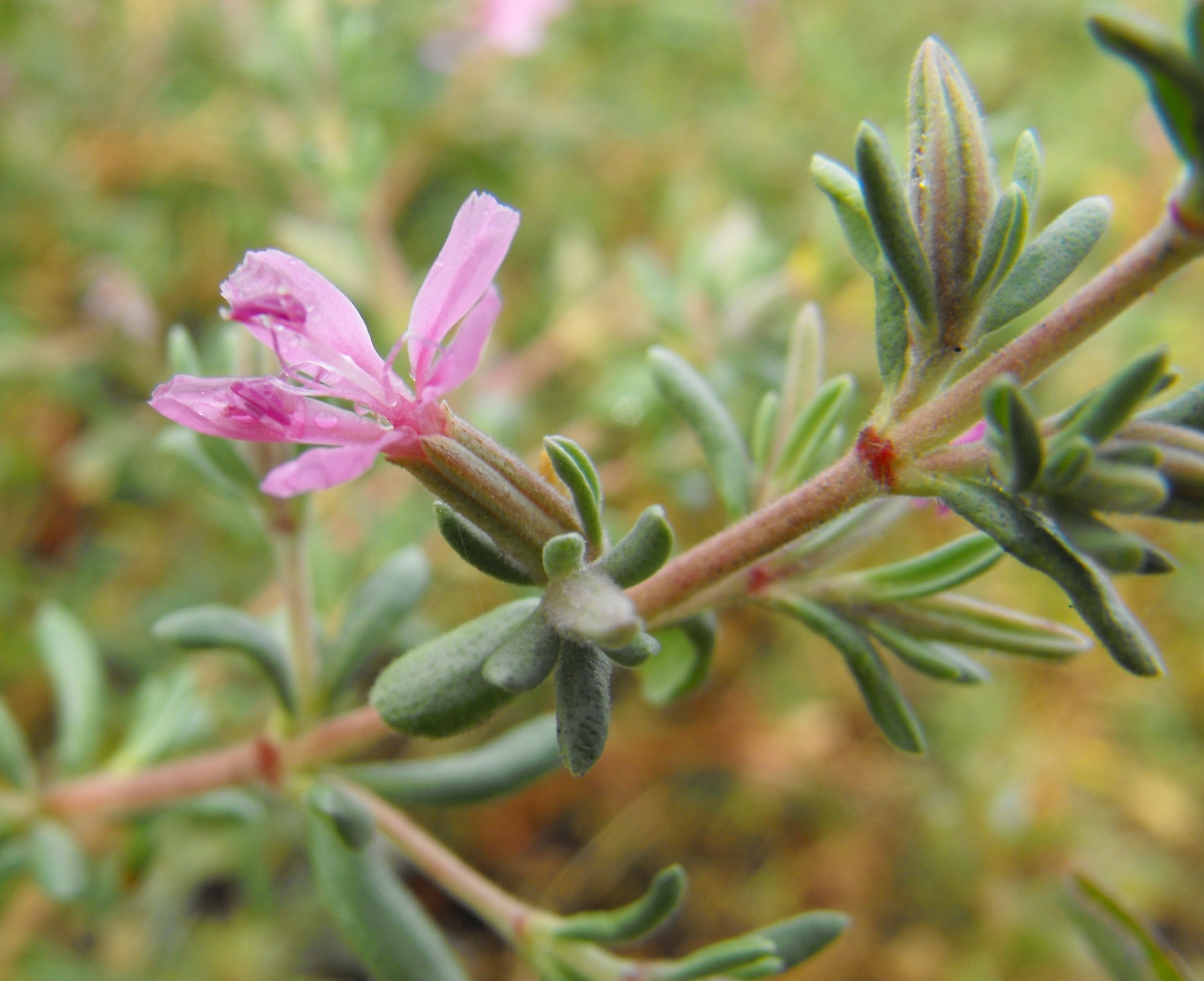
Frankenia salina
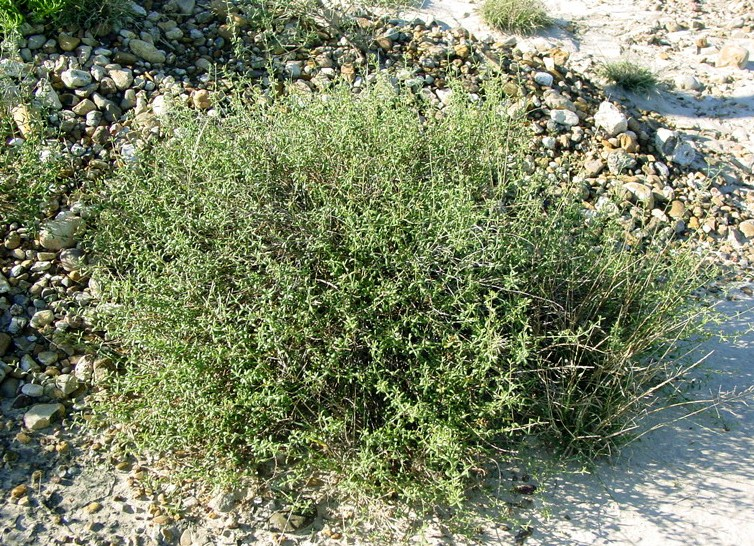
Frankenia johnstonii

## Rozšíření
Rod frankenie zahrnuje asi 90 druhů, vyskytujících se roztroušeně a nerovnoměrně na všech kontinentech. Největší počet druhů roste v Austrálii (celkem 49), dále v severní Africe (8) a v jižních oblastech Jižní Ameriky (8). Po 5 druzích roste v jihozápadní Asii, Mexiku, USA a Makaronésii. V Evropě se ve Středomoří vyskytuje celkem 6 druhů, z toho 3 druhy mají široký areál rozšíření a 3 jsou svým výskytem omezeny na Pyrenejský poloostrov.
Druh Frankenia pulverulenta má rozsáhlý areál sahající od Středomoří po Indii, Čínu a Mongolsko a byl zavlečen do teplejších suchých oblastí celého světa.

## Taxonomie
Dahlgren i Tachtadžjan řadili čeleď Frankeniaceae do řádu tamaryškotvaré (Tamaricales) v rámci nadřádu Violanae a Cronquist do řádu violkotvaré (Violales), tedy na zcela jiné místo systému než kam je řazena dnes.
Podle kladogramů APG je nejblíže příbuznou skupinou čeleď tamaryškovité (Tamaricaceae).

## Ekologické interakce
Většina druhů frankenií jsou halofilní rostliny, které se zbavují přebytečné soli pomocí solných žlázek. O způsobu opylování a šíření semen je známo málo.

## Zástupci
- frankenie hladká (Frankenia laevis)
- frankenie chilská (Frankenia chilensis)
- frankenie chlupatá (Frankenia hirsuta)[5][6]

## Význam
Frankenia ericifolia byla v Makaronésii používána jako jed na lov ryb. V Chile se z druhu Frankenia salina získávala sůl. Frankenie hladká (F. laevis) je občas pěstována jako okrasná rostlina.